# Daniel Dennett
Daniel Clement Dennett (Boston, 28 de março de 1942 - Portland, 19 de abril de 2024) foi um filósofo estadunidense.
As pesquisas de Dennett se prenderam principalmente à filosofia da mente (relacionada à ciência cognitiva) e da biologia. Dennett é referido como um dos "Quatro Cavaleiros do Novo Ateísmo", junto com Richard Dawkins, Sam Harris e o também já falecido Christopher Hitchens.
Para Dennett, os estados interiores de consciência não existem. Em outras palavras, aquilo que ele chamava de "teatro cartesiano", isto é, um local no cérebro onde se processaria a consciência, não existe, pois admitir isto seria concordar com uma noção de intencionalidade intrínseca. Para ele, a consciência não se dá em uma área específica do cérebro, como já dito, mas em uma sequência de inputs e outputs que formam uma cadeia por onde a informação se move.
Um dos livros de Dennett é A Ideia Perigosa de Darwin.

## Biografia
Dennett passou parte da sua infância em Beirute, onde, durante a II Guerra Mundial, seu pai era um agente disfarçado de inteligência no Escritório de Serviços Estratégicos posto como um adido cultural à embaixada americana em Beirute. O jovem Dennett e a família voltaram para Massachusetts em 1947 depois que seu pai morreu em um acidente de avião inexplicável. Sua irmã, Charlotte Dennett, é jornalista investigativa.
Ele participou da Phillips Exeter Academy e passou um ano na Universidade Wesleyana antes de receber o seu bacharelado em filosofia pela Universidade de Harvard em 1963, quando ele era um estudante de WV Quine. Em 1965, ele obteve seu doutorado em filosofia na Universidade de Oxford, onde estudou com o filósofo Gilbert Ryle. Dennett foi professor universitário e codiretor do Centro de Estudos Cognitivos (com Ray Jackendoff) na Tufts University.
Dennett descrevia-se como "um autodidata - ou, mais corretamente, o beneficiário de centenas de horas de aulas informais em todas as áreas que me interessam, de alguns dos principais cientistas do mundo."

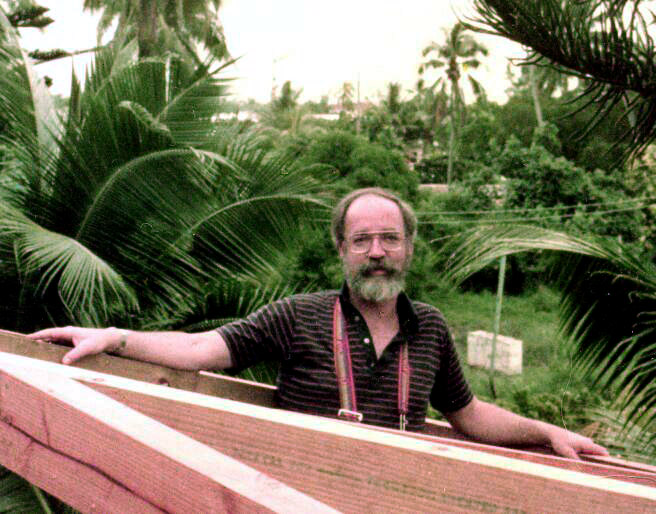
Daniel Dennett, 1984.

Dennett deu palestras sobre John Locke na Universidade de Oxford, em 1983, palestras em Adelaide, na Austrália, em 1985, e palestras em Michigan, em 1986, entre muitas outras. Em 2001 foi premiado com o Prêmio Jean Nicod e deu palestras em Paris. Recebeu duas bolsas Guggenheim, uma bolsa Fulbright, e uma bolsa do Centro de Estudos Avançados em Ciência Comportamental. Ele foi eleito para a Academia Americana de Artes e Ciências, em 1987. Ele foi o cofundador (1985) e codiretor do Software Studio Curricular na Tufts University, e contribuiu para a concepção que o museu exibe em computadores para o Smithsonian Institution, o Museu da Ciência, em Boston, e Museu do Computador, em Boston. Ele foi um humanista laureado da Academia Internacional de Humanismo e um Fellow da Comissão de Inquérito Skeptical. A Associação Humanista Americana chamou-o de Humanista do Ano 2004. Ele também era um ávido marinheiro.
Em outubro de 2006, Dennett foi hospitalizado devido a uma dissecção aórtica. Após nove horas de uma cirurgia, foi-lhe dada uma nova aorta. Em um ensaio postado no site Edge, Dennett se dá conta, pela primeira vez, dos seus problemas de saúde, e manifesta seu sentimento de gratidão para com os cientistas e médicos, cujo árduo trabalho tornou sua recuperação possível, e sua completa falta de "conversão no leito de morte". Após ter sido informado por amigos e parentes que haviam orado por ele, resistiu ao desejo de perguntar-lhes: "Vocês também sacrificaram uma cabra?"
Morou com sua esposa em North Andover, Massachusetts, tem uma filha, um filho e dois netos. Morreu em 19 de abril de 2024, aos 82 anos, em Portland devido a complicações da doença pulmonar intersticial.

## Pensamento filosófico
Dennett observou em várias instâncias que o seu projeto filosófico global manteve-se em grande parte o mesmo desde o tempo de Oxford. Ele estava principalmente preocupado em proporcionar uma Filosofia da Mente que seja baseada em pesquisas empíricas. Em sua dissertação original, Conteúdo e consciência, ele quebrou o problema de explicar a mente através da necessidade de uma teoria do conteúdo e de uma teoria da consciência. A sua abordagem nesse projeto também permaneceu fiel a esta distinção. Assim como Conteúdo e consciência têm uma estrutura bipartida. Ele viria a recolher vários ensaios sobre o conteúdo em atitude intencional e sintetizar as suas opiniões sobre a consciência em uma teoria unificada em Consciousness explained. Esses volumes, respectivamente, formam o mais amplo o desenvolvimento de sua opinião.
Em Consciousness explained, Dennett tem interesse na capacidade de evolução para explicar algumas das características de produção de conteúdos de consciência, e isso se tornou uma parte integrante do seu programa. Ele defende uma teoria conhecida por alguns como darwinismo neural. Ele também apresenta um argumento contra as qualia, afirmando que o conceito é tão confuso que não pode ser posto a qualquer uso ou entendido em qualquer forma não-contraditória e, portanto, não constitui uma válida refutação de Fisicalismo. Muito do trabalho de Dennett desde a década de 1990 se preocupou em dar as suas ideias anteriores, abordando os mesmos temas a partir de uma perspectiva evolucionária, o que distingue humanos a partir de cérebros de mentes animais (Tipos de Mentes). Em 2006, em seu livro Breaking the Spell, Dennett tenta dar à crença religiosa o mesmo tratamento, explicando possíveis razões evolutivas para o fenômeno da adesão religiosa.

## Papel no debate evolucionista
Dennett via a evolução por seleção natural como um processo algorítmico. Esta ideia está em conflito com a filosofia do paleontólogo evolucionista Stephen Jay Gould, que preferiu salientar o "pluralismo" de evolução (ou seja, a sua dependência de muitos fatores cruciais, dos quais a seleção natural é apenas uma).
Dennett, do ponto de vista da evolução é visto como sendo fortemente adaptacionista, em consonância com a sua teoria da atitude intencional, e os pontos de vista do biólogo evolucionista Richard Dawkins. Em Darwin's Dangerous Idea, Dennett mostrou-se ainda mais disposto a defender o adaptacionismo de Dawkins, dedicando um capítulo inteiro a uma crítica das ideias de Gould.
As teorias de Dennet tiveram uma influência significativa sobre o trabalho do psicólogo evolucionista Geoffrey Miller. Ele também escreveu sobre e defendeu a noção de memética como uma ferramenta útil filosoficamente, mais recentemente, em seu Cérebros, computadores e Mentes.

## Obras selecionadas
- Brainstorms: Philosophical Essays on Mind and Psychology (MIT Press 1981) (ISBN 0-262-54037-1)
- Elbow Room: The Varieties of Free Will Worth Wanting (MIT Press 1984) — sobre vontade livre e determinismo (ISBN 0-262-04077-8)
- The Mind's I (Bantam, Edição de reedição 1985, com Douglas Hofstadter) (ISBN 0-553-34584-2)
- Content and Consciousness (Routledge & Kegan Paul Books Ltd; 2a. ed. Jan. 1986) (ISBN 0-7102-0846-4)
- The Intentional Stance (MIT Press; edição reimpressa 1989) (ISBN 0-262-54053-3)
- Consciousness Explained (Back Bay Books 1992) (ISBN 0-316-18066-1)
- Darwin's Dangerous Idea|Darwin's Dangerous Idea: Evolution and the Meanings of Life (Simon & Schuster; edição reimpressa 1996) (ISBN 0-684-82471-X)
- Kinds of Minds: Towards an Understanding of Consciousness (Basic Books 1997) (ISBN 0-465-07351-4)
- Brainchildren: Essays on Designing Minds (Representation and Mind) (MIT Press 1998) (ISBN 0-262-04166-9) — Uma coleção de ensaios 1984–1996
- Freedom Evolves (Viking Press 2003) (ISBN 0-670-03186-0)
- Sweet Dreams: Philosophical Obstacles to a Science of Consciousness (MIT Press 2005) (ISBN 0-262-04225-8)
- Breaking the Spell: Religion as a Natural Phenomenon (Penguin Group 2006) (ISBN 0-670-03472-X). Tradução grega por Dimitris Xygalatas e Nikolas Roubekas: Απομυθοποίηση, Thessaloniki: Vanias 2007. (ISBN 978-960-288-198-9)
- Dove nascono le idee (Di Renzo Editore [Ítalia] 2006)
- Neuroscience and Philosophy: Brain, Mind, and Language (Columbia University Press 2007) (ISBN 978-0-231-14044-7), em coautoria com Maxwell Bennett, Peter Hacker, e John Searle